# Утопљење
Утопљење или утапање (лат submersio) врста је насилног удушења изазвана потапањем уста и носа у течност. Већина случајева фаталног утапања дешава се самостално или у ситуацијама када друге присутне особе или нису свесни ситуације жртве или нису у могућности да јој пруже адекватну помоћ. 
Већа је вероватноћа да ће се утапање десити када се проводи дужи временски период у близини великих водених површина. Фактори ризика за утапање су употреба алкохола, употреба дрога, епилепсија, минимална обука пливања или потпуни недостатак обуке, а у случају деце и недостатак надзора. Уобичајене локације за утапање укључују природне и вештачке воде, каде и базене.
Утапање се дешава када особа проводи превише времена са носом и устима потопљеним у течност до те мере да не може да дише. Ако ово не буде праћено изласком на површину, низак ниво кисеоника и вишак угљен-диоксида у крви изазивају неуролошко стање поремећаја дисања, што доводи до повећаног физичког стреса и повремених контракција гласних жица. Значајне количине воде обично тек касније у процесу утапања уђу у плућа.
Док се реч „загушење“ обично повезује са фаталним исходом, утопљење се може класификовати у три различита типа: утопљење које доводи до смрти, утопљење које доводи до дуготрајних здравствених проблема и утопљење које не доводи до здравствених компликација. Понекад се у последњим случајевима користи израз "скорије утопљење". Међу децом која преживе утопљење здравствени проблеми се могу јавити у око 7,5% случајева.

## Врсте утопљења
Утопљење према начину настанка може бити примарно утопљење (субмерзија) и секундарно утопљење (хидрокуција) у којем је примарна синкопа, па се још назива и „синкопално”.

### Субмерзија
Субмерзија (од латинског глагола merse или  merge -  потопити или уронити, са префиксом sub - испод), право је или примарно утопљење које погађа првенствено непливаче, али и пливаче и рониоце који преценивши своје снаге, или нашавши се пред изненадним тешкоћама (матица, плима, отказ ронилачке опреме) тону под површину воде. 
У том тренутко настаје безнадежна, свесна одбрана у виду несврсисходних покрета која доводи до губитка снаге и исцрпљења, а затим запушења течношћу ситних бронхија и плућних мехурића најчешће водом штп резултује удушењем.

### Хидрокуција
Хидрокуција ( топлотни шок који претрпи људско биће у контакту са воденом средином) врста је секундарног утопљењa, како код непливача тако и код пливача без обзира на њихово искуство. у моменту контакта са водом који доводи до пролазног губитка свести (синкопе) који настаје због топлотне разлике између тела, односно површине коже и воде, али и због хидроалергије, емотивног шока или трауме. Према томе ова врста утопљењем је секундарни облик само због тога што се унесрећени пре удушења није налазио у води,
Основни узрок хидрокуције  је пролазни губитак свести  или вазовагална синкопа (привремени прекид крвног протока ка можданим структурама, који изазива нагли пад у срчаној фреквенци  и вредностима крвног притиска)  при паду у воду, у којој унесрећени тоне и при покушају дисања усисава воду у дисајне путеве и доводи до механичког удушења  запушењем.

## Клиничка слика
Без обзира на узроке и околности, утoпљења има исту клиничку слику која пролази кроз исте фазе. Чим глава жртве потоне, долази до:
- рефлексне апнеје, изазване  нагомилавања угљен-моноксида у крви (хиперкапније),
- аноксије мозга и губитка свести,
- брзог, неусклађеног дисања, при чему течност преплављује дисајне путеве и алвеоле,
- убрзаног рад срца,
- поратса артеријског и венски притисака,
- краткотрајног агоналног дисања  после кратке апнеје изазване гушењем, праћеног престанком дисања, падом крвног притиска и срчаним застојем.

## Дијагноза
Светска здравствена организација је 2005. године дефинисала утпљење као „процес доживљавања респираторног оштећења услед потапања/урањања у течност.“ Ова дефиниција не подразумева смрт, чак ни неопходност медицинског третмана након отклањања узрока, нити да било каква течност уђе у воду. плућа. СЗО ово класификује као смрт, због морбидитета и без морбидитета. Такође је предложен консензус да се термини мокро, суво, активно, пасивно, тихо и секундарно утапање више не користе.
Стручњаци праве разлику између невоље и утопљења. У невољи – људи још увек могу да лебде, дају сигнал за помоћ и предузму акцију. Током утопљење – људи се гуше и у непосредној  су опасности од смрти у року од неколико секунди.

### Форензика
Форензичка дијагноза утопљења сматра се једном од најтежих у судској медицини. Спољни преглед и налази аутопсије су често неспецифични, а доступни лабораторијски тестови често су неубедљиви или контроверзни. Сврха истраге је да се утврди да ли је до смрти дошло услед потапања или је тело потопљено постмортално. Механизам акутног утопљења је хипоксемија и иреверзибилна церебрална аноксија услед потапања у течност.
Утопљење би се сматрало могућим узроком смрти ако је тело извучено из водене површине, у близини течности која је вероватно могла да изазове утопљење, или ако је пронађено са главом уроњеном у течност. 
Медицинска дијагноза смрти од утапања се генерално поставља након што су други могући узроци смрти искључени комплетном аутопсијом и токсиколошким тестовима. Индикације утопљења су недвосмислене и могу укључивати крваву пену у дисајним путевима, воду у стомаку, церебрални едем и крварење из  мастоида. Неки докази о урањању могу бити неповезани са узроком смрти, а посекотине и огреботине су се могле појавити пре или после потапања или смрти.
Дијатомеје нормално никада не би требало да буду присутне у људском ткиву осим ако вода није усисана. Њихово присуство у ткивима као што је коштана срж указује на утопљења; међутим, они су присутни у земљишту и атмосфери, а узорци могу бити контаминирани. Одсуство дијатомеја не искључује утопљења, јер она није увек присутне у води. Подударање љуски дијатомеја са онима пронађеним у води може пружити поткрепљујуће доказе о месту смрти. Утапање у сланој води може оставити различите концентрације јона натријума и хлорида у левој и десној комори срца, али ће то бити случај. нестају ако је особа преживјела неко вријеме након аспирације, или ако је покушана КПР.
Већина налаза аутопсије односи се на гушење и нису специфични за утапање. Знаци утапања деградирају се разградњом. Велике количине пене биће присутне око уста и ноздрва и у горњим и доњим дисајним путевима код свеже утопљених тела. Запремина пене је много већа код утапања него код другог порекла. Густина плућа може бити већа од нормалне, али нормалне тежине су могуће након срчаног застоја или вазовагалног рефлекса. Плућа могу бити пренадувана и преплављена, испуњавајући торакалну шупљину. Површина може имати мраморни изглед, са тамнијим деловима повезаним са срушеним алвеолама испресецаним бледим аерираним деловима. Течност заробљена у доњим дисајним путевима може блокирати пасивни колапс који је нормалан након смрти. Могу се наћи хеморагичне буле емфизема. Они су повезани са руптуром зидова алвеола. Ови знаци, иако упућују на утапање, нису коначни.[потребан је цитат]

## Терапија
Лечење жртава које не дишу треба да почне отварањем дисајних путева и пружањем пет удисаја уста на уста. Кардиопулмонална реанимација (КПР) се препоручује особама чије је срце престало да куца и које је под водом провело мање од сат времена.

## Прогноза
Након успешне реанимације, жртве дављења могу имати проблеме са дисањем, повраћањем, конфузијом или несвесним стање. Спонтана циркулација и дисање се обично опорављају са добрим исходима. Рано пружање основне и напредне подршке животу повећава вероватноћу позитивног исхода. 
Понекад, жртве утопљења могу да доживе ове симптоме и до неколико сати након што су спашене. Инцидент утопљења такође може изазвати даље компликације код жртве услед ниске телесне температуре, аспирације повраћања или акутног респираторног дистрес синдромасиндрома (респираторна инсуфицијенција услед упале плућа).
Дуже трајање утопљења повезана је са мањом вероватноћом преживљавања и већом вероватноћом трајног неуролошког оштећења, што се може видети на доњој табели.
| Исходи утопљења (након болничког лечења)                                     | Исходи утопљења (након болничког лечења) |
| ---------------------------------------------------------------------------- | ---------------------------------------- |
| Трајање утопљења                                                             | Ризик од смрти или лошег исхода          |
| 0–5 min                                                                      | 10%                                      |
| 6–10 min                                                                     | 56%                                      |
| 11–25 min                                                                    | 88%                                      |
| >25 min                                                                      | око 100%                                 |
| Знаци повреде можданог стабла предвиђају смрт или тешке неуролошке последице |                                          |

Загађивачи у води могу изазвати бронхоспазам и поремећену размену гасова и/или могу изазвати секундарну инфекцију са одложеним тешким респираторним компликацијама.
Ниска температура воде може изазвати вентрикуларну фибрилацију, али хипотермија током потапања такође може успорити метаболизам, омогућавајући дужу хипоксију пре него што дође до озбиљног оштећења. Хипотермија која значајно смањује температуру мозга може побољшати исход. Смањење температуре мозга за 10 °C смањује потрошњу АТП-а за приближно 50%, што може удвостручити време које мозак може да преживи. 
Што је особа млађа, веће су шансе за преживљавање. У једном случају, дете које је било потопљено у хладну воду (3 °C)  током 66 минута је реанимирано без очигледних неуролошких оштећења. Међутим, дугорочно су примећени значајни дефицити, укључујући низ когнитивних потешкоћа, посебно опште оштећење памћења, иако су недавна магнетна резонанца (МРИ) и магнетоенцефалографија (МЕГ) били у границама нормале. 

## Мере превенције
Поступци за спречавање утопљења укључују:
- подучавање деце и одраслих да пливају и препознају небезбедне услове у води,
- никада не пливају сами,
- коришћење личних уређаја за плутање када пливају у неповољним условима,
- ограничавање или уклањање приступа води (као што је ограђивање базена ),
- вршење одговарајућег надзора.